# موساشي أويوما
موساشي أويوما (باليابانية: 大山 武蔵) (مواليد 11 سبتمبر 1998)، هو لاعب كرة قدم كان يلعب كلاعب وسط.

## xحياة مهنية
انضم موساشي أوياما إلى نادي سيريزو أوساكا في دوري J1 في عام 2017.

## وصلات خارجية
- موساشي أويوما على موقع رابطة كرة القدم اليابانية للمحترفين (اليابانية)
- موساشي أويوما على موقع قاعدة بيانات كرة القدم.إي يو (الإنجليزية)
- موساشي أويوما على موقع Soccerway.com (الإنجليزية)
- موساشي أويوما على موقع عالم كرة القدم.نت (الإنجليزية)